# Структура гідрогеологічна
Структура гідрогеологічна (рос. структура гидрогеологическая, англ. hydrogeologic texture, нім. hydrogeologische Struktur f) – геологічна структура, частина її, або сукупність декількох структур з однаковими умовами залягання, нагромадження, стоку й формування підземних вод у процесі розвитку земної кори. 
Приклади: гідрогеологічний масив, артезіанський басейн, гідрогеохімічна провінція. 
Син.: район гідрогеологічний.